# Мегамеда
Мегамеда (Megamede) в гръцката митология е дъщерята на Арней и съпруга на Теспий, цар на Теспия в Беотия и има с него 50 дъщери, наричани Теспиади (Θεσπιάδες).
Теспий иска дъщерите му да имат деца от героя Херакъл. Херакъл убил по негова поръчка Немейския лъв, който изяждал кравите на планината Китерон, за което Теспий му обещал да спи по една нощ с всяка от 50-те му дъщери. Всяка от дъщерите родила след това по един син, една родила близнаци. Само една отказала и станала жреца в храма на Херакъл. 40 сина отиват, водени от Иолай в Сардиния, където заселили местността Йолеум.